# Янина (дим)
Я́нина (греч. Δήμος Ιωαννιτών)  — община (дим) в Греции. Входит в одноимённую периферийную единицу в периферии Эпире. Население 112 486 жителей по переписи 2011 года. Площадь 403,322 квадратного километра. Плотность 278,9 человека на квадратный километр. Административный центр — Янина. Димархом на местных выборах 2014 года избран Томас Бенгас (Θωμάς Μπέγκας).
Община создана в 1919 году (ΦΕΚ 184Α). В 2010 году по программе «Калликратис» (ΦΕΚ 87Α) к общине Янине присоединены упразднённые общины Анатоли, Бизанион, Памвотис, Перама, а также сообщество острова Янины.

## Административное деление

Административное деление общины:
1 — Янина
2 — по часовой стрелке сверху: Перама, остров Янины, Памвотис, Анатоли, Бизанион

Община (дим) Янина делится на шесть общинных единиц.